# Elias António Lopes
Elias Antônio Lopes (Porto, 1756 – Rio de Janeiro, 1815) foi político e traficante de escravizados luso-brasileiro. 

## Biografia
Elias Antônio Lopes teria nascido na cidade do Porto, por volta de 1756. Sua família era de origem libanesa, justamente por isso seu nome original era Elie Antun Lubbus. Era filho do capitão Antônio Lopes Guimarães e de Maria Antônia. Emigrou para o Brasil em 1771, já iniciado no comércio de grosso trato - importação e exportação. Entre as décadas de 1780 e 1790 enriqueceu consideravelmente com o tráfico de africanos para a escravização, a ponto de ser descrito pelo Conde de Resende, em 1799, como um dos mais ricos negociantes do Vice-Reino do Brasil. 
Possuia diversas embarcações que não faziam apenas o negócio negreiro, também exportando textêis das colônias portuguesas na Asia. Entre seus navios podemos citar os bergatins Pequete Infante, Diligente, São João Americano, Europa e outros. No Brasil também tinha lojas na Rua Direita do Rio de Janeiro e chacarás nas zonas rurais. Possuia um plantel de 100 cativos. 

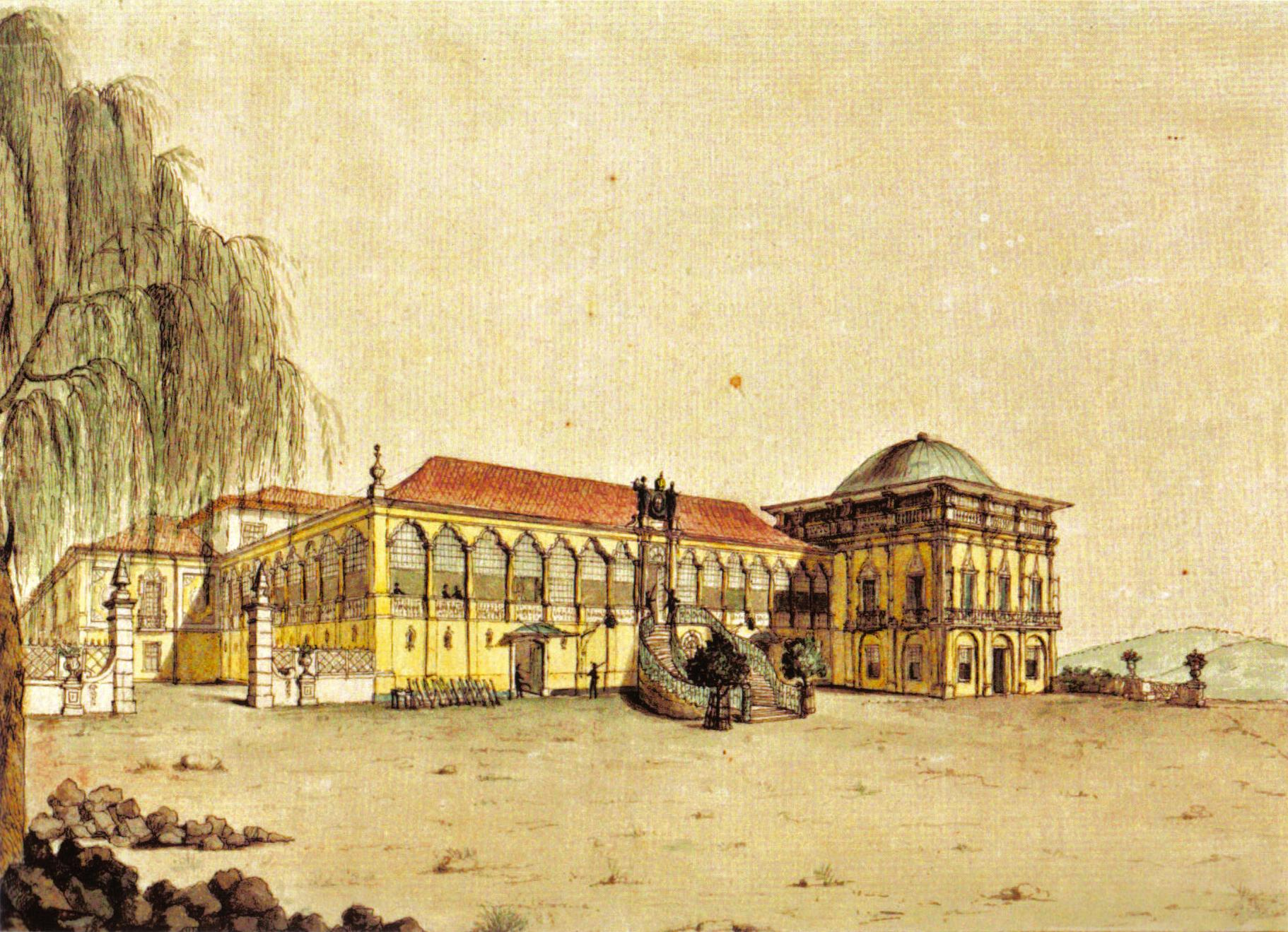
Palácio de São Cristóvão, conhecido como Quinta da Boa Vista. Um presente de Elias Antônio Lopes. Gravura de Debret, cerca de 1817.

Com a chegada da família real ao Brasil, em 1808, Lopes presenteou o príncipe D. João com um palácio, a futura Quinta da Boa Vista, que se tornou morada oficial do monarca. Também ingressou na lista de custeadores da corte no Rio de Janeiro. Por seus investimentos foi feito conselheiro real, agraciado com o título de comendador da Ordem de Cristo e recebeu o cargo de tabelião e escrivão de Paraty. Em 1810 recebeu o título de cavaleiro da Casa Real e alcaide-mor e senhor perpétuo de São José del-Rei. 
Também se envolveu na captação fiscal, uma das atividades mais lucrativas da colônia. Foi nomeado corretor e provedor da Casa de Seguros da Corte. Ademais, foi deputado, a partir de 1810, da Real Junta de Comércio, Industria, Agricultura e Navegação do Rio de Janeiro. 
Elias Antônio Lopes faleceu em 1815, aos 59 anos de idade. Não deixou testamento, e nem teve filhos. A sua riqueza gerou uma grande briga entre seus herdeiros: seus irmãos e seus sobrinhos. Seu empreendimento continuou funcionando até 1816, realizando mais quatro expedições. 